# Ceres (Schottland)
Ceres ist eine Ortschaft in der schottischen Council Area Fife. Sie liegt etwa drei Kilometer südöstlich von Cupar und elf Kilometer südwestlich von St Andrews am Ceres Burn.

## Geschichte
Die Ortschaft Ceres ist bereits seit dem 12. Jahrhundert belegt. Im Jahre 1620 wurde Ceres als Burgh of Barony installiert. Auf Grund der fruchtbaren Böden um Ceres, wurde dort schon früh Landwirtschaft betrieben. Unter den Hopes of Craighall wurden dann auch Webereien und das Brauwesen gefördert. Im Fife Folk Museum wird die Regionalgeschichte beleuchtet. 1761 wurde in Ceres eine Freimaurerloge gegründet. Nachdem die Logenaktivität seit 1852 ruht, wurde der Freimaurertempel von Ceres nahe der Bishop Bridge anderweitig genutzt.

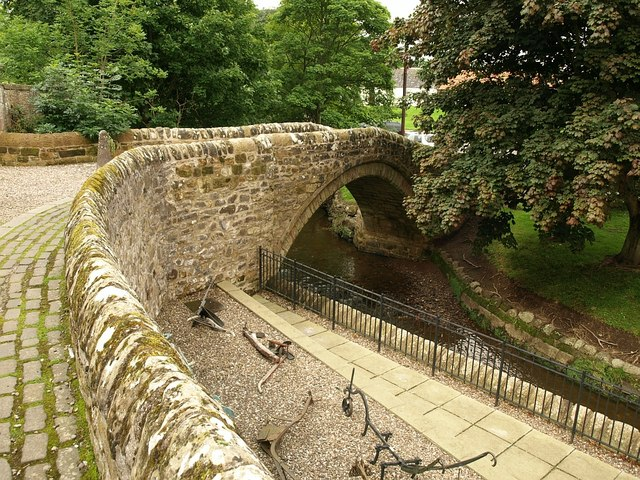
Brücke über Ceres Burn

Auf dem Dorfgrün findet jährlich ein Sportwettkampf statt, der heute im Stile der Highland Games durchgeführt werden. Er geht zurück auf ein Fest zu Ehren der Heimkehrer von der Schlacht von Bannockburn im Jahre 1314. Damit weisen die Ceres Games angeblich die längste Tradition aller freien Wettkämpfe in Schottland auf.
Ab 1861 sank die Einwohnerzahl Ceres’ von 1068 innerhalb von 20 Jahren auf 724 ab. Lebten 1961 noch 609 Personen in der Ortschaft, so waren es 2000 bereits 1019. Bei Zensuserhebung 2011 wurde 969 Einwohner gezählt.

## Verkehr
Durch Ceres verläuft die B939. Sie bindet die Ortschaft an die westlich verlaufende A916 (Cupar–Windygates) an. Des Weiteren sind innerhalb weniger Kilometer die A91 (St Andrews–Bannockburn) sowie die A913 (Cupar–Aberargie) und die A914 (Newport-on-Tay–Muirhead) erreichbar.

## Persönlichkeiten
- William Montgomery Watt (* 1909 in Ceres; † 2006 in Edinburgh), Islamwissenschaftler und Hochschullehrer